# Friedrich von Pöck
Friedrich von Pöck (ur. 19 sierpnia 1825 w Sobotište, zm. 25 września 1884 w Grazu) – oficer Kaiserliche und Königliche Kriegsmarine w stopniu admirała, szef Departamentu Marynarki Ministerstwa Wojny Austro-Węgrier.

## Życiorys
Od 1843 roku służył w Cesarsko-Królewskiej Marynarce Wojennej. W 1848 roku uczestniczył w blokadzie Wenecji podczas powstania w Królestwie Lombardzko-Weneckim. W 1852 roku awansowany na stopień kapitana marynarki (niem. Linienschiffsleutnant). W latach 1857-1859, w stopniu komandora podporucznika (niem. Korvettenkapitän), dowodził fregatą SMS  „Novara”, na której pokładzie odbył rejs dookoła świata. W 1862 roku, po awansie na komandora (niem. Linienschiffskapitän), objął dowództwo nad jednostkami floty Austro-Węgierskiej na Adriatyku. W 1864 roku dowodził pancernikiem SMS „Kaiser”, jednak nie wziął udziału w walkach podczas wojny duńskiej. W trakcie wojny prusko austriackiej 1866 roku, w stopniu kontradmirała (niem. Kontreadmiral), został przydzielony do kwatery głównej Armii Południowej. Po zakończeniu konfliktu został zastępcą szefa wojsk Marynarki Wojennej i inspektorem floty. W 1869 roku mianowany zastępcą dowódcy Marynarki Wojennej adm. Wilhelma von Tegetthoffa, z którym popadł w konflikt. Spór pomiędzy wojskowymi dotyczył sprzeciwu von Pöcka wobec planu usamodzielnienia marynarki Wojennej, którego autorem był von Tegetthoff. Jednak po śmierci adm. Tegetthoffa w 1871 roku przyjął nominację na Szefa Departamentu Marynarki w Ministerstwie Wojny i został awansowany na wiceadmirała (niem. Vizeadmiral). 18 września 1882 roku otrzymał stopień admirała, a rok później przeszedł w stan spoczynku. Okres piastowania przez niego stanowiska szefa Departamentu Marynarki to czas stagnacji i braku znaczącej modernizacji floty, co poskutkowało znaczną dysproporcją w potencjale sił morskich, w porównaniu do innych mocarstw europejskich.

## Odznaczenia
Odznaczenia adm. von Pöcka to między innymi:
- Kawaler Orderu Korony Żelaznej I klasy
- Krzyż Zasługi Wojskowej z dekoracją wojenną
- Order Świętej Anny I klasy (Imperium Rosyjskie)
- Krzyż Wielki Orderu Zbawiciela (Grecja)
- Kawaler Orderu Świętych Maurycego i Łazarza (Włochy)
- Kawaler Orderu Daniły I (Czarnogóra)